# Gruppo Waste Italia
Gruppo Waste Italia S.p.A., già Kinexia (dal greco: movimento) è una società italiana con sede a Milano, che è stata quotata alla Borsa Italiana sull'MTA..
La società  opera nel settore della gestione dei rifiuti e dei servizi per l'ambiente, coprendo integralmente tutta la filiera della gestione integrata dei rifiuti attraverso la raccolta, il trasporto, la selezione, il trattamento, il recupero, la valorizzazione e lo smaltimento dei rifiuti speciali.

## Storia

### Kinexia
Kinexia S.p.A. (già Schiapparelli 1824 S.p.A.) era la precedente denominazione dell'attuale azienda quotata in Borsa in Italia con certificazione SR10. Nel corso degli anni, la società ha  differenziato l'attività dal farmaceutico alla cosmesi/nutrizionale.
Nel luglio 2008 Pietro Colucci, imprenditore del settore della green economy ha rilevato Schiapparelli S.p.A. tramite Allea S.p.A., convertendola nel settore delle energie rinnovabili e rinominandola Kinexia S.p.A.
Nel 2011 nasceva la Holding Sostenya, gruppo integrato che operava nei settori delle energie rinnovabili e dell'ambiente, di cui Kinexia faceva parte insieme a Waste Italia.
A fine novembre 2012, veniva approvato il Piano Industriale 2013-2015 di Kinexia, basato su attività nei settori delle agroenergie, teleriscaldamento eolico/minieolico, fotovoltaico su tetto ed efficienza energetica. 
Il 3 aprile 2014 Sostenya si è fusa per incorporazione in Kinexia S.p.A. con un piano industriale per gli anni 2014-2018..
Il Gruppo Kinexia tramite la sua controllata Innovatec S.p.A., ha avviato un progetto chiamato “Smart”, offrendo al mercato corporate e retail italiano ed internazionale sistemi Smart Grid, efficientamento energetico e storage di energia.
Nel 2014 Kinexia ha ottenuto la Certificazione SR10 di IQNet.

#### Kinexia in Cina
Il 13 giugno 2014, Kinexia ha siglato un memorandum d'intesa del valore di 30 milioni di dollari con il Gruppo CECEP, per la realizzazione di un progetto comune di trattamento di acque e reflui industriali nell'area cinese di Yuyao. Nella stessa occasione, Kinexia ha stipulato un accordo in joint venture da 25 milioni di dollari con la società Zhejiang Media, finalizzato alla realizzazione e gestione di impianti di produzione di energia derivanti da sistemi di recupero energetico da fanghi industriali del distretto tessile del Sud della Repubblica Popolare Cinese.

### Gruppo Waste Italia
Il 27 ottobre 2015 Kinexia ha cambiato la propria denominazione societaria in Gruppo Waste Italia, realizzando una riorganizzazione societaria, al fine di focalizzarsi esclusivamente nel settore ambientale, semplificando la propria struttura societaria in un'unica area di business – quella ambientale – attraverso la cessione del business delle rinnovabili alla controllata Innovatec S.p.A. con successiva cessione della stessa agli azionisti attraverso l'erogazione di un dividendo straordinario in natura.

#### L’azzeramento del capitale per copertura delle perdite
Il 23 maggio 2018 l’assemblea straordinaria degli azionisti e il consiglio di amministrazione hanno rispettivamente deliberato l’azzeramento del capitale per copertura delle perdite, in considerazione della situazione prevista dal Codice Civile e l’aumento del capitale per massimi 6,5 milioni di euro, con esclusione del diritto di opzione.
La società ha precisato che, qualora non si verifichino le condizioni sospensive, dovrà ritenersi definitivamente verificata la causa di scioglimento della società.
A causa dell'azzeramento del capitale, il 23 maggio 2018 Borsa Italiana ha deciso la sospensione a tempo indeterminato dalle negoziazioni degli strumenti finanziari.

#### Revoca da Borsa Italiana
Dall'11 giugno 2019, dopo che il tribunale di Milano ha omologato il concordato preventivo, la società è stata revocata da Borsa Italiana.